# Grotte più profonde del mondo

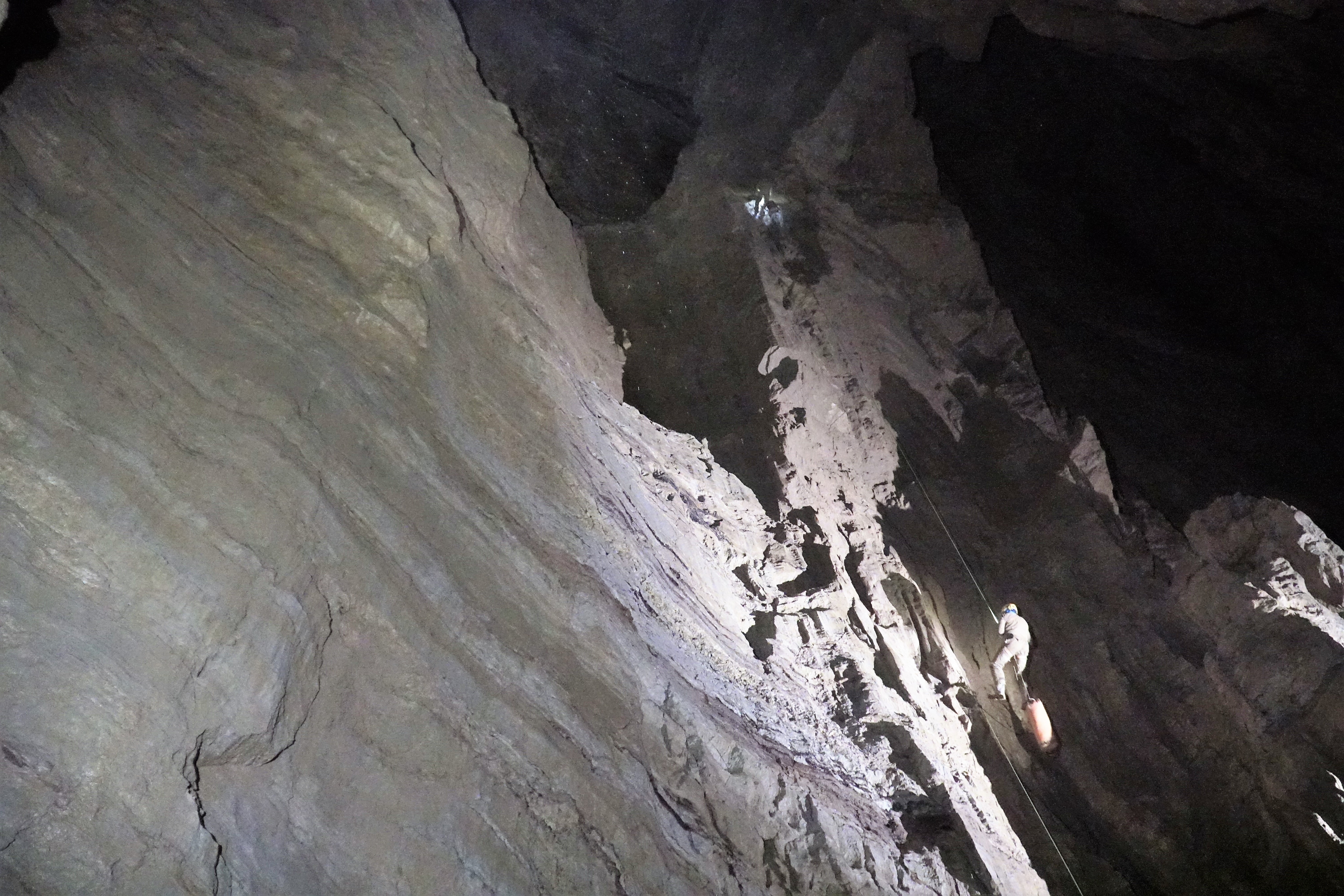
Grotta Veryovkina

Questa è una lista delle grotte più profonde del mondo, che elenca, in ordine decrescente, le grotte con elevata profondità.

## Definizione di profondità
Si intende per profondità la differenza tra l'altitudine della risalita più alta della grotta e l'altitudine del suo fondo più basso rispetto all'ingresso (indicato con 0): ad esempio, una grotta come il Boj Bulok che ha una risalita di 272 m e una discesa di 1158 m rispetto al suo ingresso principale, è considerata una grotta di profondità 1430 m.

## Grotte di elevate profondità
Di seguito si indicano le grotte di elevata profondità.
| |      |         |        |              |             |
| \| Legenda Continenti \| Legenda Continenti \| Legenda Continenti \| Legenda Continenti \| Legenda Continenti \| Legenda Continenti \| \| ------------------ \| ------------------ \| ------------------ \| ------------------ \| ------------------ \| ------------------ \| \| Africa \| Asia \| Oceania \| Europa \| Nord America \| Sud America \| |      |         |        |              |             |
| Legenda Continenti |      |         |        |              |             |
| Africa | Asia | Oceania | Europa | Nord America | Sud America |

|     | Nome della grotta                                              | Località         | Profondità (m)    |
| --- | -------------------------------------------------------------- | ---------------- | ----------------- |
| 1.  | Veryovkina                                                     | Abcasia, Georgia | 2224              |
| 2.  | Krubera-Voronja                                                | Abcasia, Georgia | 2209 ·            |
| 3.  | Sarma                                                          | Abcasia, Georgia | 1830              |
| 4.  | Snežnaja                                                       | Abcasia, Georgia | 1760              |
| 5.  | Lamprechtsofen - Verlorenen Weg                                | Austria          | 1727              |
| 6.  | Gouffre Mirolda                                                | Francia          | 1661              |
| 7.  | Reseau Jean-Bernard                                            | Francia          | 1612              |
| 8.  | Torca del Cerro del Cuevon                                     | Spagna           | 1589              |
| 9.  | Hirlatzhöhle                                                   | Austria          | 1560              |
| 10. | Sistema Huautla                                                | Messico          | 1560              |
| 11. | Chevé                                                          | Messico          | 1529              |
| 12. | Boj Bulok                                                      | Uzbekistan       | 1517 (+359/-1158) |
| 13. | Pantjuhinskaja                                                 | Abcasia, Georgia | 1508              |
| 14. | Sima de la Cornisa - Torca Magali                              | Spagna           | 1507              |
| 15. | Čehi 2                                                         | Slovenia         | 1505              |
| 16. | Sistema del Trave                                              | Spagna           | 1441              |
| 17. | Lukina jama - Trojama                                          | Croazia          | 1431              |
| 18. | Evren Gunay dudeni                                             | Turchia          | 1429              |
| 19. | Gouffre de la Pierre Saint Martin - Gouffre des Partages       | Francia Spagna   | 1410              |
| 20. | Kuzgun                                                         | Turchia          | 1400              |
| 21. | Hochscharten-Höhlensystem                                      | Austria          | 1394              |
| 22. | Črnelsko brezno                                                | Slovenia         | 1393              |
| 23. | Abisso Paolo Roversi                                           | Italia           | 1360 (+100/-1260) |
| 24. | Sistema Aranonera                                              | Spagna           | 1349 (+11/-1338)  |
| 25. | Sima del Sabbat (B112)                                         | Spagna           | 1346              |
| 26. | Sieben Hengste                                                 | Svizzera         | 1340              |
| 27. | Sima de las Puertas de Illamina                                | Spagna           | 1340              |
| 28. | Nedam Jama                                                     | Croazia          | 1335              |
| 29. | Slovacka Jama                                                  | Croazia          | 1324              |
| 30. | Renejevo brezno                                                | Slovenia         | 1322              |
| 31. | Mala Boka                                                      | Slovenia         | 1319              |
| 32. | Complesso del Grignone Alfredo Bini (Releccio)                 | Italia           | 1313              |
| 33. | Jojar Cave                                                     | Iran             | 1300              |
| 34. | Cosanostraloch - Berger - Platteneck Höhlensystem              | Austria          | 1291              |
| 35. | Iljuhinskaja                                                   | Abcasia, Georgia | 1286              |
| 36. | Višnevskij                                                     | Uzbekistan       | 1283              |
| 37. | Cueva Charco                                                   | Messico          | 1278              |
| 38. | Morca Cave                                                     | Turchia          | 1276              |
| 39. | Gouffre Berger                                                 | Francia          | 1271              |
| 40. | Sistema del (Pozu) Xitu - Cueva de Culiembro (ou Jitu ou Situ) | Spagna           | 1264              |
| 41. | Moskovskaja                                                    | Abcasia, Georgia | 1260              |
| 42. | Abisso Muruk Bérénice                                          | Nuova Guinea     | 1258              |